# Al-Muddaththir
Al-Muddaththir (arabisch المدثر, DMG al-Muddaṯṯir ‚Der sich zugedeckt hat‘) ist die 74. Sure des Korans, sie enthält 56 Verse. Ihr Titel bezieht sich auf den ersten Vers.
Das Eingangswort zugedeckt steht im Zusammenhang mit dem ersten Berufungserlebnis Mohammeds, nachdem ihm der Erzengel Gabriel am Berg Hirā' erschienen war. Zahlreiche Korankommentatoren, darunter Ibn Kathīr, Sahīh al-Buchārī und Muslim ibn al-Haddschādsch in seinem Sahīh Muslim, sehen in den ersten sieben Versen eine der allerersten Offenbarungen des Korans. Auch Theodor Nöldeke legt in seiner „Geschichte des Qorāns“ die chronologische Folge unmittelbar nach der Sure 96 fest, die als erste offenbarte Sure gilt. 
In der Fortsetzung kommt eine Auseinandersetzung mit einem Widersacher aus Mekka zur Sprache (Vers 11 bis 37), sowie eine Warnung vor dem Höllenfeuer als Vergeltung Gottes (Vers 38 bis 56). Der eingeschobene lange Vers 31 ist hingegen als medinisch zu betrachten. Er zählt die vier Gruppen auf, die in Medina immer wieder angesprochen werden: die Gläubigen, die Heuchler, die Leute des Buches und die Ungläubigen.